# Vladimir Salomonovitch Pozner
Vladímir Solomónovich Pózner (en ruso: Влади́мир Соломо́нович По́знер; París, 5 de enero de 1905 - ibídem, 19 de febrero de 1992) fue un escritor y traductor francés de origen ruso.
Vladímir Pozner estudió en Leningrado y París y comenzó trabajando como periodista y traductor. Su actividad novelesca comenzó con obras relacionadas con la actividad bélica y la Resistencia francesa, sus obras también destacan por su postura contra el fascismo y contra las armas nucleares. Fue gran amigo de Bertolt Brecht, Luis Buñuel, Marc Chagall, Robert Oppenheimer y Pablo Picasso, y escribió sobre la Segunda Guerra Mundial, la guerra civil española o la guerra de Argelia.

## Novelas
- Panorama de la littérature russe, 1929
- Anthologie de la prose russe contemporaine, 1929
- Tolstoï est mort, 1935; Christian Bourgois éditeur 2010
- Le Mors aux dents, 1937; Actes Sud / Babel 2005
- Les États-Désunis, 1938; Lux Éditeur 2009
- Deuil en 24 heures, 1942
- Les Gens du pays, 1943
- Qui a tué H. O. Burrell?, 1952
- Souvenirs sur Gorki, 1957
- Le Lieu du supplice, 1959
- Le Lever du rideau, 1961
- Espagne premier amour, 1965
- Mille et un jours, 1967
- Le temps est hors des gonds, 1969
- Vladimir Pozner se souvient, 1972
- Mal de lune, 1974
- Descente aux enfers, 1980
- Les Brumes de San Francisco, 1985; Actes Sud / Babel 2006
- Le Fond des ormes, Actes Sud 1986
- Cuisine bourgeoise, Actes Sud 1988
- Souvenirs sur Aragon et Elsa: le Temps des cerises / SALAET 2001 (póstumo)

## Premios y distinciones
Premios Óscar
| Año  | Categoría       | Película            | Resultado |
| ---- | --------------- | ------------------- | --------- |
| 1947 | Mejor argumento | A través del espejo | Nominado  |